# Tanoli
Els tanolis (urdu: تنولی) també anomenats tanaoli, taniwal tanol, tol, tholi, tahola, tarnoli, tanwalis són una tribu de hazares. Aquesta tribu resideix principalment en el territori de l'antic principat de Amb, Divisió d'Hazara de la Frontera del Nord-oest de Pakistan. Són indoiranians o indoeuropeus.